# Торе Келер
Торе Бертил Готфрид Келер (швед. Tore Bertil Gottfrid Keller; Норћепинг, 4. јануар 1905 — Норћепинг, 15. јул 1988) био је шведски фудбалер који је играо на позицији нападача. Освојио је бронзану медаљу на Летњим олимпијским играма 1924.
За Слејпнер је одиграо 305 утакмица и постигао 152 гола и са тим клубом постао првак Шведске 1938. године. На међународном нивоу наступао је на светским првенствима 1934. и 1938. године. Келер је такође био страствени играч стоног тениса и куглања.